# Parabasi
La parabasi (in greco antico: παράβασις?, parábasis ("il procedere avanti")) era uno dei vari momenti della commedia attica antica. 
In questa il poeta era uso esporre il proprio pensiero e le proprie considerazioni (generalmente politiche) per mezzo di un personaggio del coro. Infatti, ad un certo punto della performance, l'attore andava verso le prime file del teatro, dove solitamente sedevano i personaggi politici e illustri, e incominciava a scherzare su di loro e a far loro delle domande calde: ciò avveniva senza l'ausilio della maschera, che veniva appositamente tolta per la parabasi, rendendo riconoscibile l'attore.
Tutto ciò poteva accadere solamente perché, essendo la politica gestita dalle singole poleis, c'era più confidenza. Quando invece la politica fu gestita a livelli più alti, tale pratica scomparve. Prova ne sia che la parabasi è presente in Aristofane, vissuto nell'età della polis, ma non in Menandro, commediografo dell'ellenismo.